# Plenas
Plenas es una localidad y municipio situada en la comarca Campo de Belchite, al sur de la provincia de Zaragoza (Aragón, España). Tiene una población de 123 habitantes (INE 2008) y está regada por las aguas del río Santa María. Sus habitantes viven de la agricultura y la ganadería principalmente y fue el lugar de nacimiento de Manuela Sancho Bonafonte (heroína en los sitios de Zaragoza). En la Edad Media perteneció a la Comunidad de aldeas de Daroca, pero como vasalla de esta.

## Geografía
El término es bastante llano. La localidad se extiende a lo largo de la solana del Valle del río Santa María, con pintorescos rincones.
Como parajes naturales son reseñables: la arboleda de la Tejería, el barranco del Sabinar, el monte Tarayuelas, las Balsas, los Rochos, la Peña Lavanto y el Estrecho de la Virgen del Pilar, con restos de una interesante presa romana. Desde la localidad se pueden realizar agradables paseos a interesantes parajes y a localidades cercanas.

## Demografía
Plenas cuenta con una población de 111 habitantes (INE 2024).
| Gráfica de evolución demográfica de Plenas entre 1842 y 2021                                                        |
| |
| Población de derecho según los censos de población del INE Población de hecho según los censos de población del INE |

## Administración y política
| Período   | Alcalde                 | Partido |  |
| --------- | ----------------------- | ------- |  |
| 1979-1983 | Francisco Serrano Prat  | PAR     |  |
| 1983-1987 | Baltasar Yus Gracia     | PAR     |  |
| 1987-1991 | Baltasar Yus Gracia     | PAR     |  |
| 1991-1995 | Baltasar Yus Gracia     | PAR     |  |
| 1995-1999 | Baltasar Yus Gracia     | PAR     |  |
| 1999-2003 | Baltasar Yus Gracia     | PAR     |  |
| 2003-2007 | Baltasar Yus Gracia     | PAR     |  |
| 2007-2011 | Baltasar Yus Gracia     | PAR     |  |
| 2011-2015 | Baltasar Yus Gracia     | PAR     |  |
| 2015-2019 | Baltasar Yus Gracia     | PAR     |  |
| 2019-2023 | Baltasar Yus Gracia     | PAR     |  |
| 2023-act. | María Reyes Gracia Luño | PP      |  |

| Partido político    | Partido político                                   | 2003   | 2007   | 2011   | 2015   | 2019   | 2023   |
| Partido político    | Partido político                                   | Ediles | Ediles | Ediles | Ediles | Ediles | Ediles |
|                     | Partido Popular de Aragón (PP)                     | —      | —      | 1      | —      | —      | 2      |
|                     | Partido de los Socialistas de Aragón (PSOE-Aragón) | —      | —      | —      | —      | —      | 1      |
|                     | Partido Aragonés (PAR)                             | 5      | 5      | 4      | 5      | 5      | —      |
| Total de concejales | Total de concejales                                | 5      | 5      | 5      | 5      | 5      | 3      |

## Monumentos
- Iglesia parroquial:Dedicada a Nuestra Señora de la Piedad fue construida en el siglo XVI. La torre barroca de ladrillo es del siglo XVIII y destaca sobre el caserío Durante la Guerra Civil sufrió graves daños. A principios del siglo XXI se restauró la torre y la Iglesia.
- Santuario de Nuestra Señora del Carrascal: Se trata de un conjunto de edificaciones que van desde el siglo XIV al XIX, entre las que destaca la ermita, con crucero de estilo barroco rural.
- Restos de un castillo del siglo XIV
- Ermita de Santa Bárbara-que ya solo existe el edificio
- Museo Etnográfico Manuela Sancho, situado en la casa natal de Manuela Sancho.
- Restos de un aeródromo de la guerra civil española

## Fiestas
- 28 de agosto: San Agustín
- 1 de mayo: Virgen del Carrascal